# Католицизм в Аргентине
Католическая церковь Аргентины — часть всемирной Католической церкви. Католицизм — наиболее распространённое вероисповедание жителей страны. Католицизм по Конституции — государственная религия Аргентины. До середины 1990-х президентом Аргентины мог быть избран только католик. Право церкви на материальную поддержку со стороны государства восходит к ст. 2 Конституции Аргентины.

## Современное состояние
Согласно данным справочника catholic-hierarchy.org Аргентина занимает 10 место в мире по числу проживающих в стране католиков, их на 2005 год насчитывалось около 34,5 миллионов (89 % населения страны). На тот же период в стране было 5648 священников, 3385 монахов, 9070 монахинь, 626 постоянных диаконов и 2642 прихода.
В Аргентине функционируют семь католических университетов, под патронажем Католической церкви находится большое количество начальных и средних школ. Деятельность Католической церкви, направленная на образование, пользуется государственной поддержкой.
В Аргентине на 2015 год католиками назвали себя 77% населения. В государстве наблюдается уменьшение числа католиков.

## Структура
В настоящее время католическая церковь в Аргентине объединена в тринадцать архиепархий-митрополий, суффраганными по отношению к которым являются 51 епархия. Кроме того в Аргентине существуют одна архиепархия прямого подчинения, четыре территориальные прелатуры, один апостольский экзархат Мелькитской грекокатолической церкви (Апостольский экзархат в Аргентине), один ординариат для верных восточных обрядов и военный ординариат Аргентины.
Среди 51 епархии 48 — латинского обряда, одна маронитского (Епархия святого Шарбеля в Буэнос-Айресе), одна армянского (Епархия святого Григора Нарекаци в Буэнос-Айресе) и одна — Украинской грекокатолической церкви (Епархия Покрова Пресвятой Богородицы в Буэнос-Айресе). Архиепископ Буэноса-Айреса возглавляет и ординариат для верных восточных обрядов.
Епископы Аргентины объединены в национальную Конференцию католических епископов.
Главой Католической церкви в Аргентине является архиепископ-митрополит Буэнос-Айреса, который также носит титул примаса Аргентины. С 28 февраля 1998 года по 13 марта 2013 год на этом посту находился кардинал Хорхе Марио Бергольо, избранный Римским папой Франциском. В Аргентине кардинальский титул имеет архиепископ Эстанислао Эстебан Карлич.

### Римско-Католическая церковь
- Архидиоцез Баия-Бланки;
  - Диоцез Альто-Валье-дель-Рио-Негро;
  - Диоцез Вьедмы;
  - Диоцез Комодоро-Ривадавии;
  - Диоцез Рио-Гальегоса;
  - Диоцез Сан-Карлос-де-Барилоче;
  - Диоцез Санта-Росы;
  - Территориальная прелатура Эскеля.

- Архидиоцез Буэнос-Айреса;
  - Диоцез Авельянеда-Лануса;
  - Диоцез Грегорио-де-Лаферрере;
  - Диоцез Кильмеса;
  - Диоцез Ломас-де-Саморы;
  - Диоцез Мерло-Морено;
  - Диоцез Морона;
  - Диоцез Сан-Исидро;
  - Диоцез Сан-Мартина;
  - Диоцез Сан-Мигеля;
  - Диоцез Сан-Хусто.

- Архидиоцез Кордовы;
  - Диоцез Вилья-де-ла-Консепсьон-дель-Рио-Куарто;
  - Диоцез Вилья-Марии;
  - Диоцез Крус-дель-Эхе;
  - Диоцез Сан-Франсиско
  - Территориальная прелатура Деан-Фунеса.

- Архидиоцез Корриентеса;
  - Диоцез Гойи;
  - Диоцез Оберы;
  - Диоцез Посадаса;
  - Диоцез Пуэрто-Игуасу;
  - Диоцез Санто-Томе.

- Архидиоцез Ла-Платы;
  - Диоцез Асуля;
  - Диоцез Мар-дель-Платы;
  - Диоцез Нуэве-де-Хулио;
  - Диоцез Сарате-Кампаны;
  - Диоцез Часкомуса.

- Архидиоцез Мендосы;
  - Диоцез Неукена;
  - Диоцез Сан-Рафаэля.

- Архидиоцез Мерседеса-Лухана.

- Архидиоцез Параны;
  - Диоцез Гуалегуайчу;
  - Диоцез Конкордии.

- Архидиоцез Ресистенсии;
  - Диоцез Сан-Роке-де-Пресиденсиа-Роке-Саэнс-Пенья;
  - Диоцез Формосы.

- Архидиоцез Росарио;
  - Диоцез Венадо-Туэрто;
  - Диоцез Сан-Николаса-де-лос-Арройоса.

- Архидиоцез Сальты;
  - Диоцез Жужуя;
  - Диоцез Катамарки;
  - Диоцез Орана;
  - Территориальная прелатура Кафайяте;
  - Территориальная прелатура Умауаки.

- Архидиоцез Сан-Хуана-де-Куйо;
  - Диоцез Ла-Риохи;
  - Диоцез Сан-Луиса.

- Архидиоцез Санта-Фе-де-ла-Вера-Крус;
  - Диоцез Рафаэлы;
  - Диоцез Реконкисты.

- Архидиоцез Тукумана;
  - Диоцез Аньятуи;
  - Диоцез Консепсьона;
  - Архидиоцез Сантьяго-дель-Эстеро.

### Восточные католические церкви
- Епархия святого Григора Нарекаци в Буэнос-Айресе — Армянская католическая церковь;
- Епархия святого Шарбеля в Буэнос-Айресе — Маронитская католическая церковь;
- Епархия Покрова Пресвятой Богородицы в Буэнос-Айресе — Украинская грекокатолическая церковь;
- Ординариат Аргентины для верных восточного обряда — подчиняется архиепископу Буэнос-Айреса.